# Buissy
Buissy és un municipi francès situat al departament del Pas de Calais i a la regió dels Alts de França. L'any 2007 tenia 244 habitants.

## Demografia

### Població
El 2007 la població de fet de Buissy era de 244 persones. Hi havia 84 famílies de les quals 20 eren unipersonals (4 homes vivint sols i 16 dones vivint soles), 24 parelles sense fills, 36 parelles amb fills i 4 famílies monoparentals amb fills.
La població ha evolucionat segons el següent gràfic:
Habitants censats

### Habitatges
El 2007 hi havia 102 habitatges, 91 eren l'habitatge principal de la família i 11 estaven desocupats. Tots els 102 habitatges eren cases. Dels 91 habitatges principals, 80 estaven ocupats pels seus propietaris, 10 estaven llogats i ocupats pels llogaters i 1 estava cedit a títol gratuït; 3 tenien dues cambres, 6 en tenien tres, 19 en tenien quatre i 63 en tenien cinc o més. 76 habitatges disposaven pel capbaix d'una plaça de pàrquing. A 30 habitatges hi havia un automòbil i a 52 n'hi havia dos o més.

### Piràmide de població
La piràmide de població per edats i sexe el 2009 era:
| Homes | Edats   | Dones |
| ----- | ------- | ----- |
| 0     | 95 o +  | 0     |
| 0     | 90 a 94 | 0     |
| 0     | 85 a 89 | 0     |
| 0     | 80 a 84 | 0     |
| 0     | 75 a 79 | 4     |
| 12    | 70 a 74 | 8     |
| 4     | 65 a 69 | 4     |
| 0     | 60 a 64 | 12    |
| 0     | 55 a 59 | 0     |
| 12    | 50 a 54 | 12    |
| 12    | 45 a 49 | 8     |
| 12    | 40 a 44 | 4     |
| 8     | 35 a 39 | 12    |
| 0     | 30 a 34 | 4     |
| 8     | 25 a 29 | 4     |
| 16    | 20 a 24 | 8     |
| 4     | 15 a 19 | 8     |
| 4     | 10 a 14 | 12    |
| 8     | 5 a 9   | 4     |
| 4     | 0 a 4   | 12    |

## Economia
El 2007 la població en edat de treballar era de 161 persones, 125 eren actives i 36 eren inactives. De les 125 persones actives 119 estaven ocupades (68 homes i 51 dones) i 6 estaven aturades (6 homes). De les 36 persones inactives 12 estaven jubilades, 6 estaven estudiant i 18 estaven classificades com a «altres inactius».

### Ingressos
El 2009 a Buissy hi havia 89 unitats fiscals que integraven 246 persones, la mediana anual d'ingressos fiscals per persona era de 17.886 €.

### Activitats econòmiques
Dels 4 establiments que hi havia el 2007, 1 era d'una empresa de construcció, 1 d'una empresa d'hostatgeria i restauració, 1 d'una empresa immobiliària i 1 d'una empresa classificada com a «altres activitats de serveis».
L'únic servei als particulars que hi havia el 2009 era una agència immobiliària.
L'any 2000 a Buissy hi havia 11 explotacions agrícoles que ocupaven un total de 270 hectàrees.

## Equipaments sanitaris i escolars
El 2009 hi havia una escola elemental integrada dins d'un grup escolar amb les comunes properes formant una escola dispersa.

## Poblacions més properes
El següent diagrama mostra les poblacions més properes.